# 츠다 에이스케
츠다 에이스케(津田英佑, つだ えいすけ, 1970년 10월 27일~)는 일본 도쿄도 출신의 성우이자 배우이다. 아내는 성우인 후카미 리카(深見梨加)이다.

## 출연작

### TV
- 테니스의 왕자님 OVA - 야규 히로시
- 유희왕 듀얼몬스터즈 - 지크프리드 슈레이더
- 건슬링 걸 - 라우로
- 데빌 칠드런 - 레미엘